# Al-Mutawákkil ibn al-Aftas
Úmar al-Mutáwakkil Ula Allah ibn Muhámmad ibn Abd Allah ibn al-Aftas o simplemente Omar al-Mutawakkil o Úmar al-Mutawákkil (c. 1045-c. 1094) fue rey de la Taifa de Badajoz desde el 1072 hasta su asesinato cerca de Badajoz en el 1094. Hijo de Muhámmad al-Muzáffar, fue el último monarca de la dinastía aftasí. Su reinado tuvo periodos de paz y prosperidad a los que siguieron enfrentamientos militares contra el expansionismo del rey leonés Alfonso VI. Con la llegada de los almorávides a la península ibérica, la taifa de Badajoz, como sus congéneres, fue anexionada al imperio de esta dinastía bereber norteafricana.
Al-Mutawákkil fue un hombre extremadamente culto, que mandó construir en sus residencias —tanto en la de Badajoz como en la de Toledo, en el breve periodo en que allí residió— almunias (jardines de recreo) donde se cultivaban el arte de la literatura, especialmente la poesía. Entre los poetas que frecuentaron su corte se contaron Ibn Yaje, Ibn Mucana, los hermanos al-Qabturnu, y filósofos como Ibn Sidi al-Batalyawsi o al-Bayí.

## Gobernador de Évora y guerra civil

Las taifas andalusíes en 1037. Al-Mutawákkil reinó en la de Badajoz tras una cruenta guerra con su hermano Yahya, que había sucedido en el trono a su padre.

Al-Mutawákkil fue nombrado gobernador de Évora por su padre y, mientras este aún vivía, gobernó también las comarcas orientales del reino aftasí y las orientales, desde Coria hasta Sierra Morena. Cuando el padre murió en 1068, el reino pasó a Yahya, hermano de al-Mutawákkil; este se declaró entonces independiente.
En octubre de 1068, Alfonso VI atacó el reino de Badajoz después de que Yahya hubiese rehusado continuar pagando parias al rey cristiano, alegando que parte de estas debía abonarlas su hermano. Yahya solicitó ayuda a los Banu Di-l-Nun de Toledo y nombró heredero al rey toledano al-Mamún, excluyendo así a su hermano de la herencia de Almuzáfar. Por su parte, al-Mutawákkil buscó el apoyo de al-Mutámid, el principal de los antiguos enemigos de su padre, los abadíes de Sevilla, y desencadenó una guerra civil que las crónicas describen como devastadora y causa de miseria entre la población del reino.

## Ascenso al poder en Badajoz
La guerra continuó hasta la súbita muerte de Yahya en el 1072; entonces al-Mutawákkil ascendió al trono pacense, adoptando el título de «al-Mutawákkil Ula Allah» («el que solo confía en Dios»), que ya había usado en monedas acuñadas a partir del 1068. Al-Mutawákkil se instaló en Badajoz, adonde también transfirió la ceca; nombró a su hijo al-Abbás gobernador de Évora. Entre 1072 y 1079, se desarrolló un intenso movimiento cultural en Badajoz, incentivado por el mecenazgo del emir, que atrajo a la capital a la flor literaria andalusí. Abd al-Rahman ibn Salir, un exiliado de Sevilla que había participado en las negociaciones entre al-Mutawákkil y su hermano Yahya celebradas inmediatamente después de la muerte de Almuzáfar, fue nombrado visir. El mismo cargo fue también después otorgado a Ibn al-Hadrami, que más tarde sería destituido debido a la ineficacia que se constató en la administración que encabezaba y a las frecuentes quejas de los súbditos en relación con su arrogancia e injusticia. Después de la destitución de Ibn al-Hadrami, al-Mutawákkil no volvió a nombrar más visires y tomó a su cargo los asuntos de Estado.
Las crónicas hablan de una sublevación en Lisboa, sin precisar la fecha, que al-Mutawákkil resolvió entregando su gobierno a Ibn Jira, a quien envió a la ciudad con una carta dirigida a los lisboetas. Cuando la situación se calmó, el emir destituyó a Ibn Jira.
En 1079, Alfonso VI conquistó Coria, una de las plazas estratégicas del reino aftasí. Un año después, la presión cristiana sobre el reino de Toledo se hizo insoportable y al-Mutawákkil envió a la ciudad a su ministro Ibn al-Kallas. Algunos sectores toledanos sugirieron que el emir pacense se hiciese con el poder en Toledo para evitar la conquista cristiana. El monarca aftasí entró en la ciudad en junio del 1080 y permaneció en ella hasta abril del año siguiente. Regresó a Badajoz al constatar que era imposible gobernar de forma eficaz sobre el extenso reino toledano y simultáneamente repeler las cada vez más poderosas fuerzas cristianas. De hecho, al-Mutawákkil no hizo ningún esfuerzo por reforzar las defensas toledanas y dedicó su tiempo a disfrutar de los encantos de la ciudad, tal como había hecho en su corte de Badajoz. Al volver a su capital, se llevó consigo los tesoros de la alcazaba toledana, que habían pertenecido a Yahya ibn Ismaíl.

## Llegada de los almorávides y fin del reino
En 1086, al-Mutawákkil fue uno de los principales artífices de la petición de intervención de los almorávides para salvar la decadente situación de al-Ándalus ante el ímpetu bélico de Alfonso VI, que el año anterior había conquistado Toledo. El emir pacense expresó su desesperación y la de los restantes reyes de taifas al emir almorávide Yúsuf ibn Tašufín, rogándole que acudiera urgentemente a la península ibérica a combatir los cristianos. Encargó su caíd Abu Walid que se reuniese con los diversos caudillos andalusíes para acordar posiciones y después cruzase el estrecho de Gibraltar para pedir al valí de Ceuta que autorizara el uso de su puerto para embarcar tropas. Tras esto, al-Mutawákkil envió a Ibn Mucana a la reunión convocada por Muhámmad ibn Abad de Sevilla, tras la cual la delegación andalusí fue a África a reunirse con el emir almorávide. Los almorávides llegaron a al-Ándalus el 30 de junio del 1086 y se dirigieron seguidamente a Badajoz para enfrentarse a las fuerzas de Alfonso VI. La batalla de Zalaca se libró el 23 de octubre de 1086 cerca de Badajoz y concluyó con una grave derrota de los leoneses-castellanos. Esta victoria almorávide cambió el curso de los acontecimientos en al-Ándalus. Después de la batalla, los almorávides comenzaron a anexionarse los diferentes reinos musulmanes. Entre 1090 y 1092 cayeron en su órbita los reinos de Granada, Córdoba, Sevilla y otras pequeñas taifas del sur y del Levante peninsular.
Al-Mutawákkil intentó conservar la independencia de su reino mediante la doblez: al tiempo que felicitaba a Ibn Tasufín por la conquista de Granada y colaboraba con él en la de Sevilla, pidió auxilio a Alfonso VI y le entregó a cambio las plazas de Lisboa, Sintra y Santarém. El rey leonés se apoderó de estas en mayo de 1093, lo que malquistó al monarca aftasí con parte de sus súbditos; la población de Badajoz pidió en efecto la intervención de los almorávides con el fin de mantener el reino musulmán. Los almorávides no tomaron la ciudad, pero al-Mutawákkil y su familia fueron prendidos. Más tarde, el último rey aftasí fue ajusticiado juntamente con sus hijos al-Fádel y Abbás, acusados de haber colaborado con los cristianos. Hay discrepancia entre los cronistas musulmanes sobre las fechas de tales acontecimientos.
Además de al-Fádel y Abbás, al-Mutawákkil tuvo por lo menos otro hijo, Almanzor, que se pasó al bando cristiano en los últimos días del reino de Badajoz.